# Kedung Bungkus
Kedung Bungkus is een bestuurslaag in het regentschap Tegal van de provincie Midden-Java, Indonesië. Kedung Bungkus telt 2520 inwoners (volkstelling 2010).